# Kamienna Twarz
Kamienna Twarz – skały w południowo-zachodniej Polsce, w Sudetach Zachodnich, w Rudawach Janowickich, na Janowickim Grzbiecie.

## Położenie
Kamienna Twarz położona jest w Sudetach Zachodnich, w północnej części Rudaw Janowickich, we wschodniej części Janowickiego Grzbietu, na zachodnim zboczu Świniej Góry, na wysokości ok. 620 m n.p.m., poniżej Mniszka, a powyżej Strużnicy.
Obok znajduje się wiele drobnych skałek i bloków, w szerszej okolicy występują: Mniszek, Obła, Diabelski Kościół, Pieklisko, Strużnickie Skały.

## Charakterystyka
Skała oraz leżące wokół bloki zbudowane są z granitu karkonoskiego. ZW skale widocvzny jest nieregularny cios. Obecnie leży na ponownie zarastającym wyrębie.

## Ochrona przyrody
Kamienna Twarz znajduje się w Rudawskim Parku Krajobrazowym.

## Turystyka
W pobliżu nie przebiegają żadne szlaki turystyczne.